# Hilethera demangei
Hilethera demangei är en insektsart som beskrevs av Marius Descamps 1965. Hilethera demangei ingår i släktet Hilethera och familjen gräshoppor. Inga underarter finns listade i Catalogue of Life.